# Teatro di Erzsébetliget
Il teatro di Erzsébetliget (in ungherese Erzsébetligeti Színház) è un teatro di Budapest.

## Storia
L'edificio in cui oggi risiede il teatro di Erzsébetliget presenta una struttura ad un piano con una serie di archi sul lato dell'ingresso e fu costruito nel 1953-1954 su progetto degli architetti Gyula Mészáros e László Wágner come palestra della accademia militare Ferenc Rákóczi, utilizzo testimoniato dai bassorilievi del muro esterno raffiguranti attrezzature e simboli sportivi.
La palestra funzionò fino al 17 febbraio 1958, anno in cui il Ministero della Difesa ungherese decise di chiudere l'accademia militare. 
L'utilizzo della palestra come teatro risale invece alla trasformazione che ne fecero le truppe sovietiche di stanza in Ungheria, che nel periodo che va dal 1956 al 1991, lo trasformarono gradualmente aggiungendo un palcoscenico meccanizzato, un impianto di illuminazione, uno schermo cinematografico mobile e un sistema audio centrale. Poco prima della loro partenza, la sala che vantava una capienza di 750 è stata acquistata nel 1991 dopo lunghe trattative ed attrezzata con nuovi posti a sedere, pavimenti in parquet, moderne apparecchiature antincendio e una sala riunioni.
Nel 1998 la struttura prese il nome attuale di Teatro di Erzsébetliget e nel 2004 il Comune acquistò anche l'ala dell'edificio adiacente al teatro, utilizzata in precedenza come refettorio militare.
L'edificio è oggi sede di numerosi eventi culturali ed ospita spettacoli teatrali, concerti di musica pop, musica colta, musica rock e jazz, festival, concorsi, programmi all'aperto, mostre d'arte - sia per un pubblico adulto che per bambini. Qui vengono organizzati anche programmi di vari club e organizzazioni non governative, conferenze educative, simposi, balli di fine anno, giornate scolastiche, conferenze decorative e concorsi.

## Galleria d'immagini

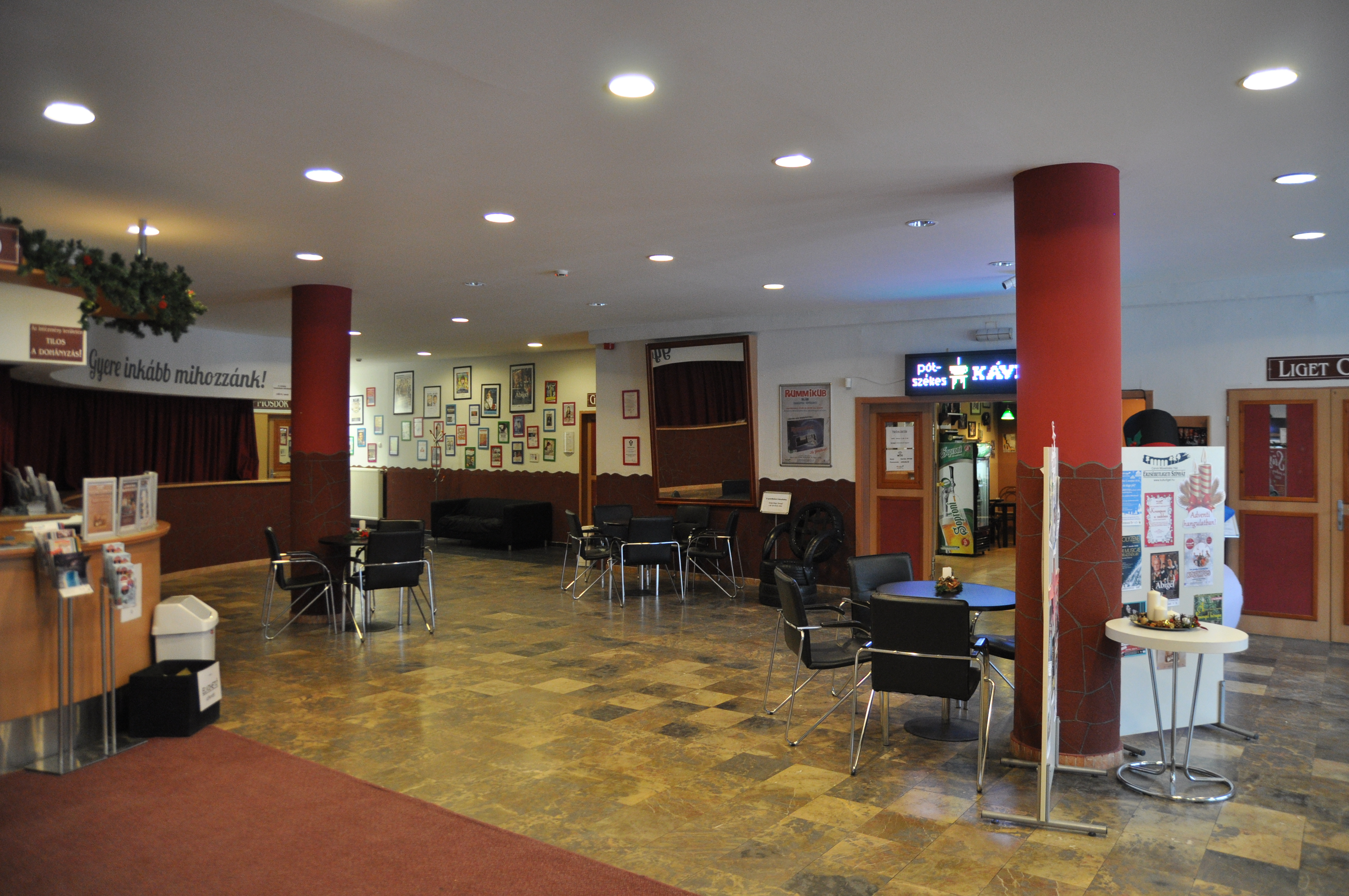
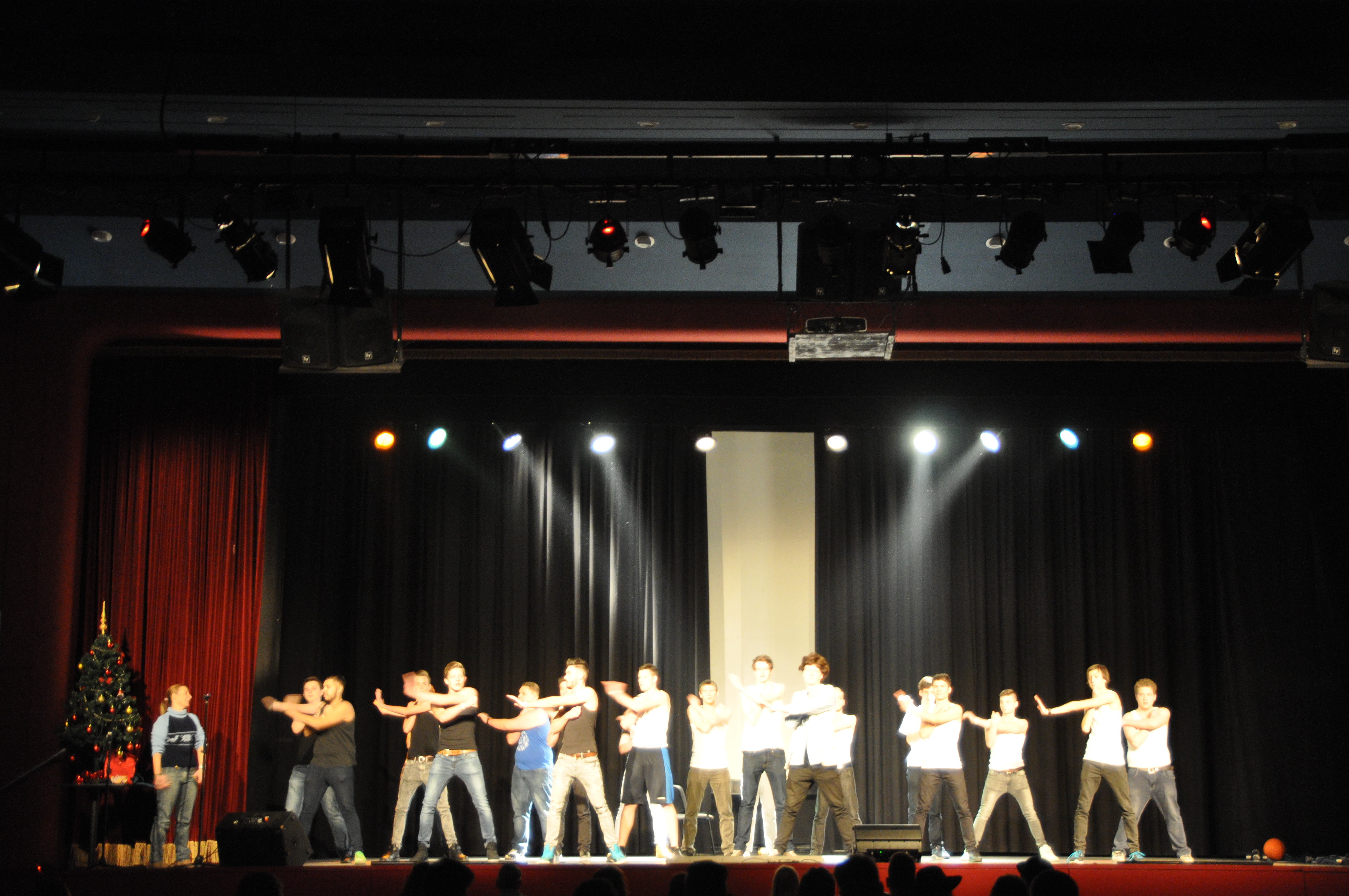
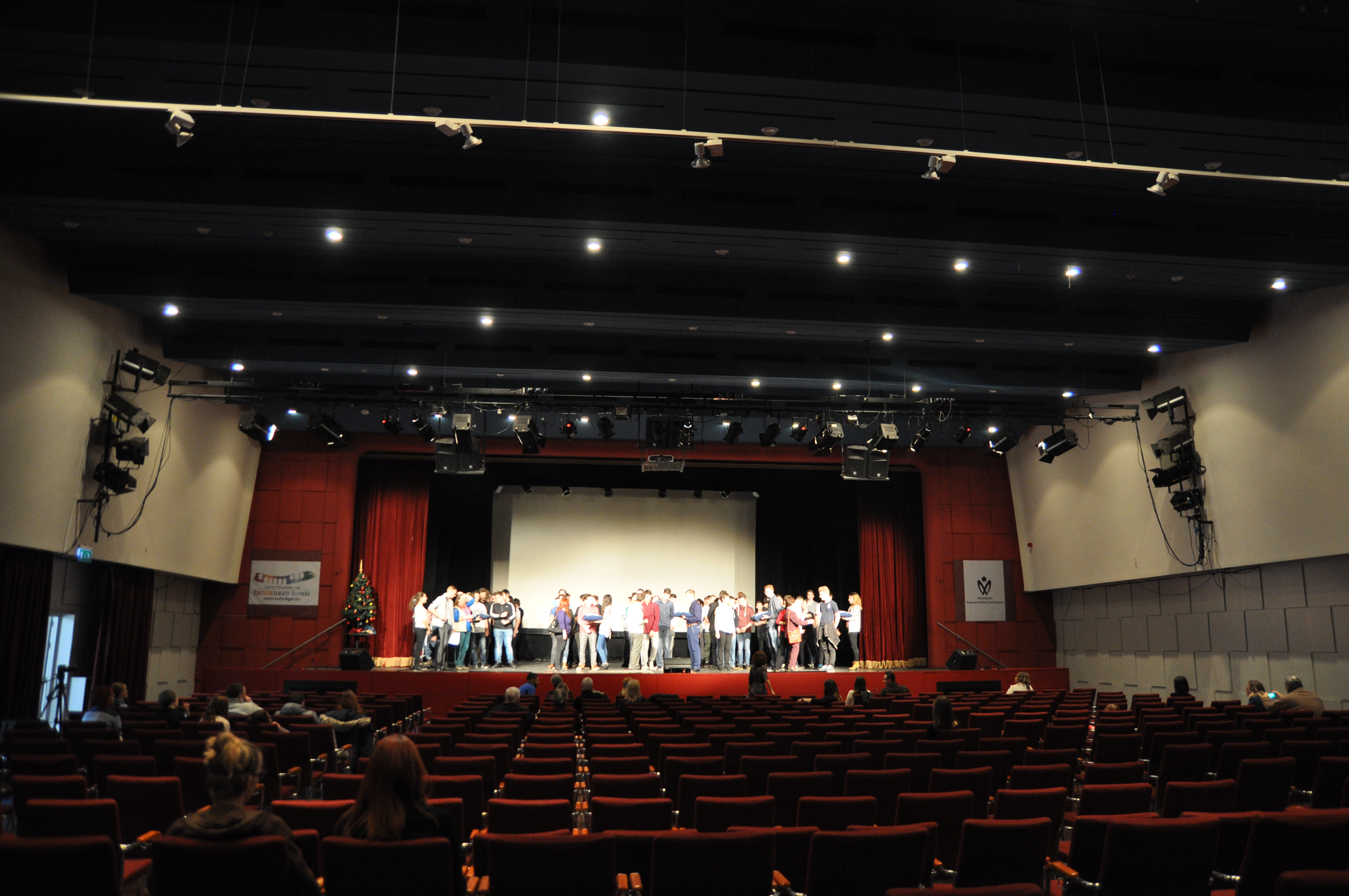